# KK Šenčur
O Košarkarski Klub Šenčur (em português:  Šenčur Basquetebol Clube), conhecido também apenas como Šenčur, é um clube de basquetebol baseado em  Šenčur, Eslovênia que atualmente disputa a 1.SKL e a Copa Alpe Ádria. Manda seus jogos no Ginásio Šenčur com capacidade para 800 espectadores.

## Histórico de Temporadas
| Temporada | Nível | Liga  | Pos. | J     | PL  | Resultado           | Competições internacionais |
| --------- | ----- | ----- | ---- | ----- | --- | ------------------- | -------------------------- |
| 2004-05   | 3     | D2    | 4    | 11-7  |     |                     |                            |
| 2005-06   | 3     | D2    | 3    | 13-5  |     |                     |                            |
| 2006-07   | 3     | D2    | 1    | 14-4  |     |                     |                            |
| 2007-08   | 3     | D2    | 1    | 20-2  | 3-3 | Promovido finalista |                            |
| 2008-09   | 2     | 2.SKL | 5    | 15-11 |     | Promovido           |                            |
| 2009-10   | 1     | 1.SKL | 12   | 0-31  |     | Rebaixado           |                            |
| 2010-11   | 2     | 2.SKL | 2    | 23-3  |     | Finalista           |                            |
| 2011-12   | 2     | 2.SKL | 2    | 20-6  |     | Finalista           |                            |
| 2012-13   | 2     | 2.SKL | 2    | 21-3  |     | Finalista           |                            |
| 2013-14   | 2     | 2.SKL | 1    | 24-2  |     | Promovido campeão   |                            |
| 2014-15   | 1     | 1.SKL | 9    | 13-7  |     |                     |                            |
| 2015-16   | 1     | 1.SKL | 4    | 10-6  | 2-2 | Quartas de finais   |                            |
| 2016-17   | 1     | 1.SKL | 9    | 7-15  |     |                     |                            |
| 2017-18   | 1     | 1.SKL |      |       |     |                     | R Alpe Ádria QF            |

fonte:eurobasket.com

## Títulos

### Competições domésticas
- Segunda divisão

Campeões (1): 2013-14
Finalistas (3): 2010-11, 2011-12, 2012-13